# 8273 Apatheia
8273 Apatheia eller 1989 WB2 är en asteroid i huvudbältet som upptäcktes den 29 november 1989 av de båda japanska astronomerna Toshimasa Furuta och Makio Akiyama vid Susono-observatoriet. Den är uppkallad efter det grekiska ordet Apatheia.
Asteroiden har en diameter på ungefär 5 kilometer och den tillhör asteroidgruppen Astraea.